# Ministry

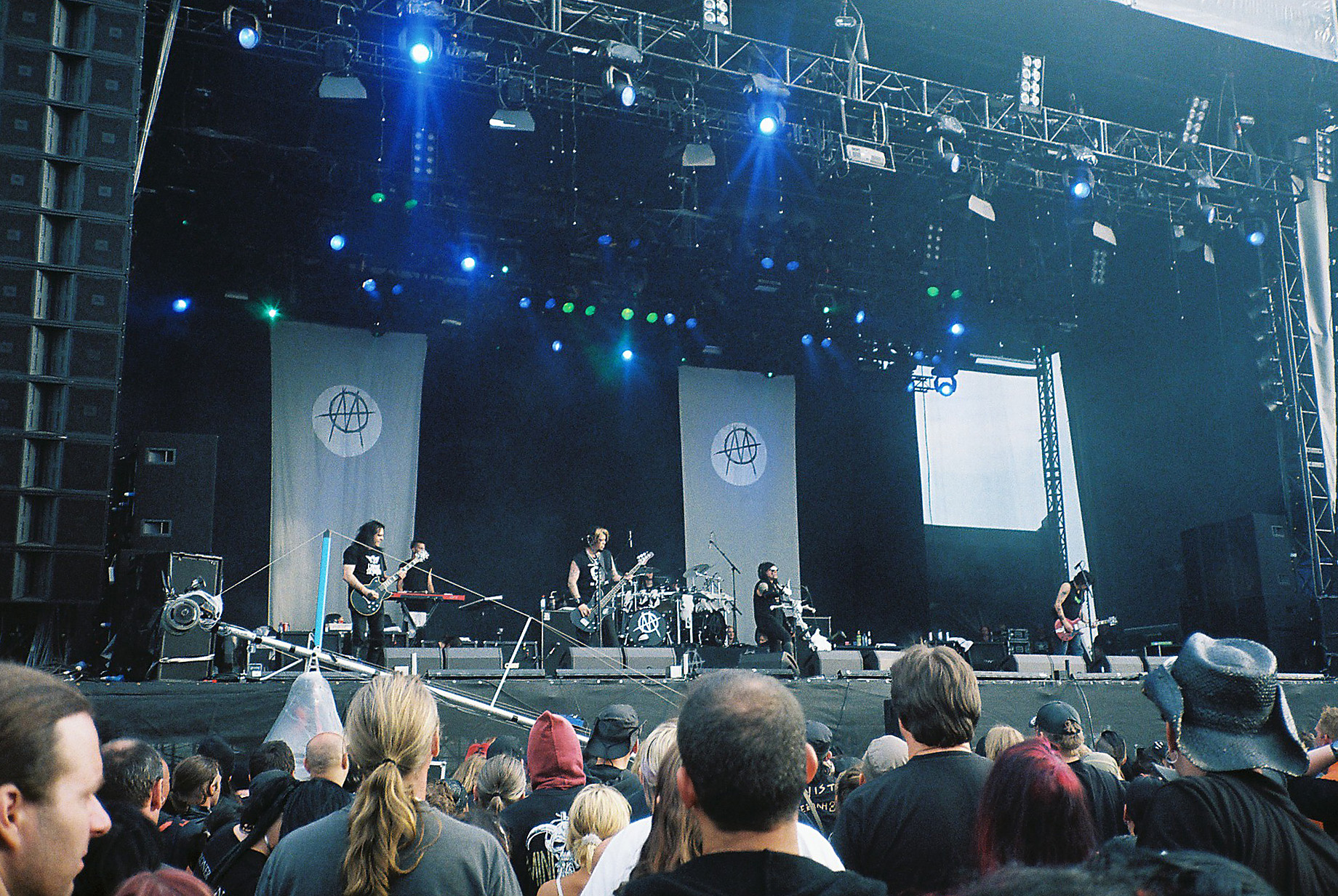

A Ministry egy amerikai indusztriálmetál-zenekar, melyet az egyetlen állandó tag, Al Jourgensen alapított 1981-ben. Kezdetben new wave/szinti-pop zenekarként működtek, ami első stúdióalbumukon, a With Sympathyn érződik is. Az olyan kislemezek mint a "Same Old Madness" vagy a "Revenge" hamar ismertté tették őket és underground kultusz épült köréjük. Ám Jourgensen a nyolcvanas évek végén stílust váltott és így a Ministry azóta is az indusztriál, thrash metal és a speed metal egyfajta fúzióját játssza. A Psalm 69 című stúdiólemezük szélesebb tömegekhez is eljutott, ezáltal mainstream körökben is elismertté téve a zenekart. A "Jesus Built My Hotrod" és a "Just One Fix" videóklipjei gyakori vendégek voltak az MTV-n is.
A kilencvenes évek közepétől népszerűségük visszaesett és Jourgensen rövid időre pihentette is zenekarát. Majd 2003-ban visszatért, hogy elkészítse az Anti-Bush trilogiát (Houses of the Molé, Rio Grande Blood, The Last Sucker). 2008-ban egy feldolgozáslemez kiadása után turnéra indult, mely az utolsóként volt beharangozva az együttes történetében.
Még ebben az évben Jourgensen hivatalosan is feloszlatta a Ministryt.
A zenekar olyan szintén indusztriális előadókra volt hatással, mint a Nine Inch Nails vagy a Skinny Puppy. (Jourgensen a Rabies c. albumuk munkálataiban részt is vett.) A Ministryn kívül számos más formációban is közreműködött (Pigface, Revolting Cocks, Lard, 1000 Homo Dj's, PTP, Acid Horse, Lead into Gold, Pailhead).

## Diszkográfia
- With Sympathy – 1983
- Twitch – 1986
- The Land of Rape and Honey – 1988
- The Mind is a Terrible Thing to Taste – 1989
- Psalm 69: The Way to Succeed and the Way to Suck Eggs – 1992
- Filth Pig – 1996
- The Dark Side of the Spoon – 1999
- Animositisomina – 2003
- Houses of the Molé – 2004
- Rio Grande Blood – 2006
- The Last Sucker – 2007
- Cover Up – 2008
- Adios...Puta Madres (DVD/CD) – 2009
- AmeriKKKant (2018)[1]
- Moral Hygiene (2021)
- Hopiumforthemasses (2024)

## Tagok és Ex-Tagok
- Stephen George (dob, 1981–1985; 1981-től 1984-ig koncerteken szerepelt)
- Lamont Welton (basszusgitár; 1981)
- Marty Sorenson (basszusgitár; 1981–1982)
- John Davis (billentyűk; 1981–1983)
- Robert Roberts (billentyűk; 1981–től 1983-ig koncerteken)
- Brad Hallen (basszusgitár, 1982–1986; koncerten: 1984)
- Mark Pothier (billentyűk; koncerten, 1983)
- Patty Jourgensen (billentyűk, hangok; 1983–1986)
- Doug Chamberlin (billentyűk, vokál, 1983-1984)
- Paul Barker (basszus, billentyűk, programozás, ének, 1986-2003)
- Bill Rieflin (dob, programozás, 1986-1995)
- Roland Barker (billentyűk, szaxofon; 1986-ban és 1992-től 1993-ig koncerteken)
- Chris Connelly (ének, dalszövegírás, 1988–1990)
- Kevin Ogilvie (gitár, billentyűk, hangok; 1988-tól 1990-ig koncerteken)
- Mike Scaccia (gitár, 1989–2012)
- Martin Atkins (dob, 1990-ben koncerteken)
- Terry Roberts (gitár, 1990-ben koncerteken)
- William Tucker (gitár; 1990-ben koncerteken)
- Michael Balch (billentyűk, programozás; 1991–1993)
- Louis Svitek (gitár, 1992–2003)
- Duane Buford (billentyűk, programozás, 1996–2004)
- Rey Washam (dob, ütős hangszerek, programozás 1995–1999,2003–2004)
- Adam Grossman (gitár; 2003)
- Tia Sprocket (dob, 2003 februárjától 2003 áprilisig koncerteken)
- Mark Baker (dob; 2003–)
- Kol Marshall (billentyűk, 2003-2004)

- Max Brody (dob, ütős hangszerek, programozás, szaxofon; 2001–2004)
- Darrell James (billentyűk; 2003-ban és 2004-ben koncerteken)
- John Monte (basszusgitár; 2004)
- Eddy Garcia (basszusgitár, 2004)
- Bryan Kehoe (gitár, 2004)
- Rick Valles (gitár, 2004)
- Joey Jordison (dob, 2006)